# Гребенёвский сельсовет
Гребенёвский сельсовет — упразднённая административная единица на территории Лельчицкого района Гомельской области Республики Беларусь.

## История
1 декабря 2013 года сельсовет упразднён. Населённые пункты включены в состав Стодоличского сельсовета.

## Состав
Гребенёвский сельсовет включает 9 населённых пунктов:
- Вязовая — деревня.
- Гребени — деревня.
- Жмурное — деревня.
- Запесочное — деревня.
- Ковыжев — деревня.
- Лохница — деревня.
- Мехач — деревня.
- Ольховая — деревня.
- Усов — деревня.

Упразднённые населённые пункты на территории сельсовета:
- Воронов — деревня.